# Bunnik (plaats)
Bunnik is een plaats in de Nederlandse provincie Utrecht en onderdeel van de gelijknamige gemeente Bunnik. De kern telt ongeveer 7.315 inwoners.
Bunnik ligt nabij een knooppunt van spoorwegen en snelle verbindingen met de historische stad Utrecht. De Kromme Rijn stroomt door de plaats. Het dorp Bunnik ligt aan de N229, heeft een afslag aan de A12 en een treinstation, station Bunnik.
Bunnik kent diverse sportverenigingen, waaronder een voetbalvereniging, VV Bunnik '73, en een hockeyclub, HC Kromme Rijn en korfbalvereniging KV Midlandia. De clubs spelen op sportpark Tolhuislaan.
Er is een krater op Mars vernoemd naar het dorp.

## Bedrijfsleven en organisaties
In Bunnik is onder andere de Koninklijke BAM Groep, de BOVAG en frisdrankfabrikant Vrumona gevestigd.

## Bekende Bunnikers

### Geboren in Bunnik
- Johan de Kruijf (1885-1966), kunstschilder en tekenaar
- Chris de Beet (1944-2011), antropoloog en surinamist
- Gregor Stam (1962), triatleet
- Annette Barlo (1974), actrice en presentatrice
- Katja Schuurman (1975), actrice, presentatrice en zangeres
- Sofie Nielander (1986), model

### Woonachtig geweest
- René Gude (1957-2015), filosoof

### Overleden in Bunnik
- Alexandrina van Donkelaar-Vink (1895-2006), 262 dagen de oudste inwoner van Nederland
- Thea Beckman (1923-2004), kinderboekenschrijfster

## Omgeving

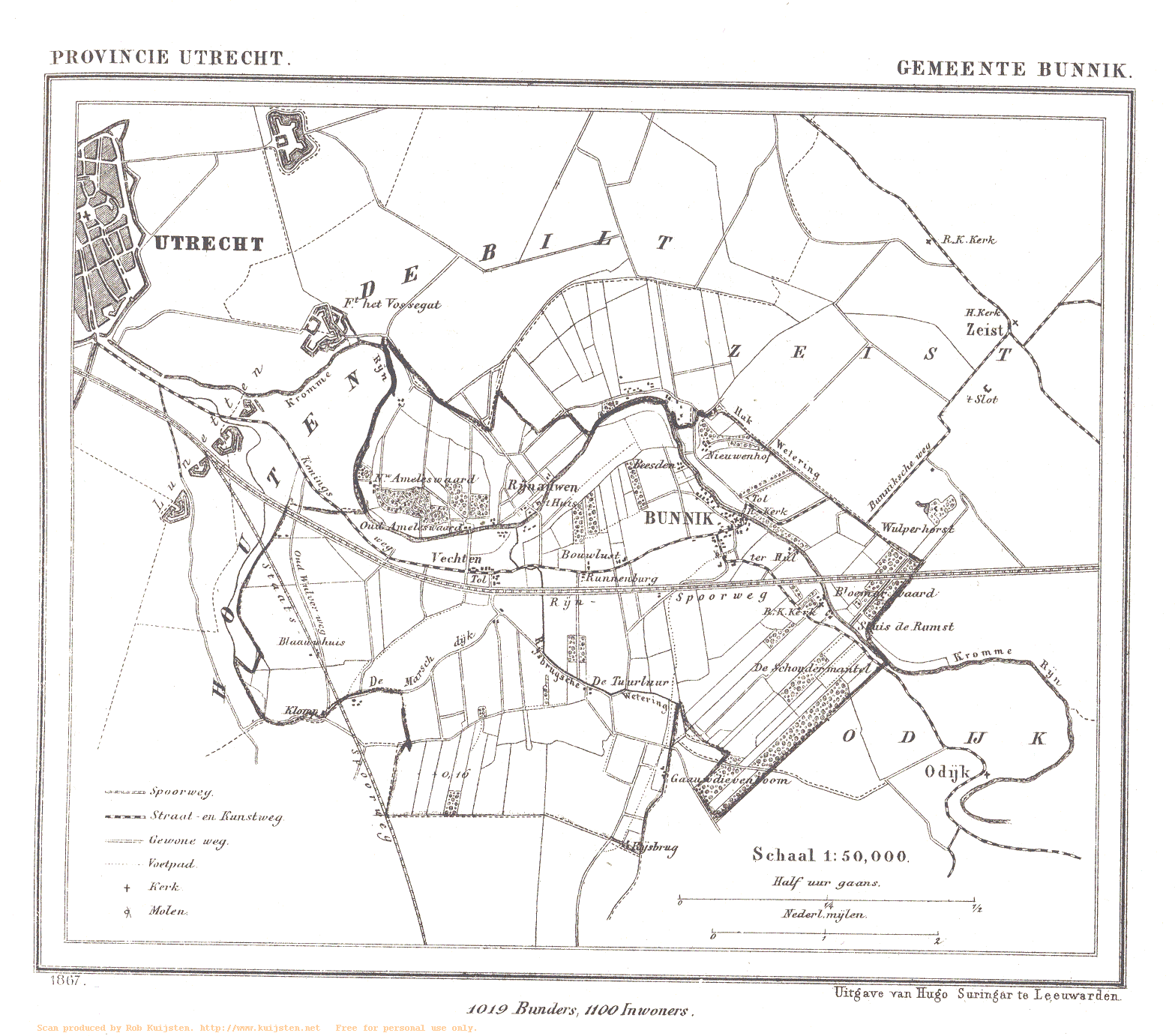
Kaart van de gemeente Bunnik in 1867
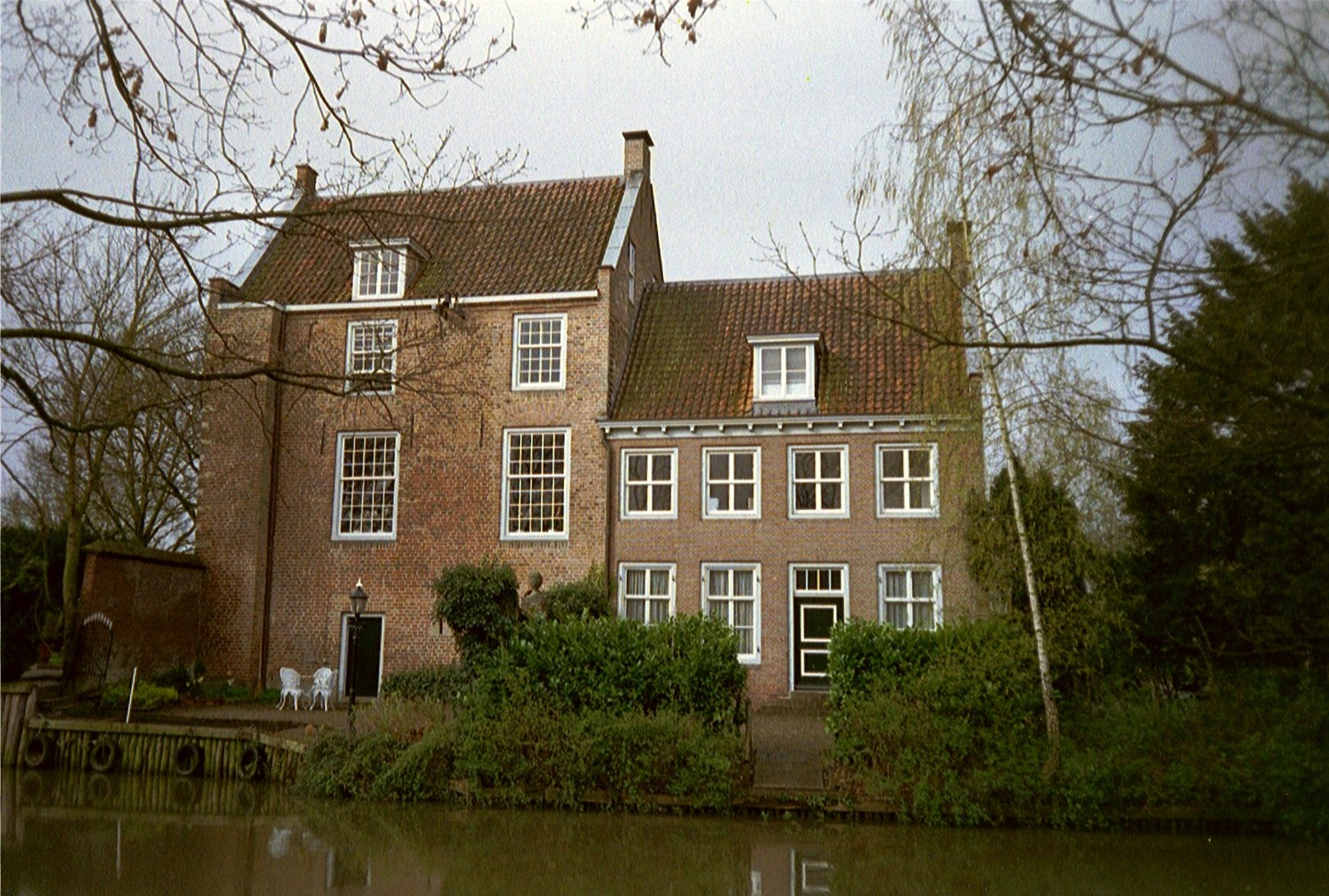
De Beesde of "Cammingha"
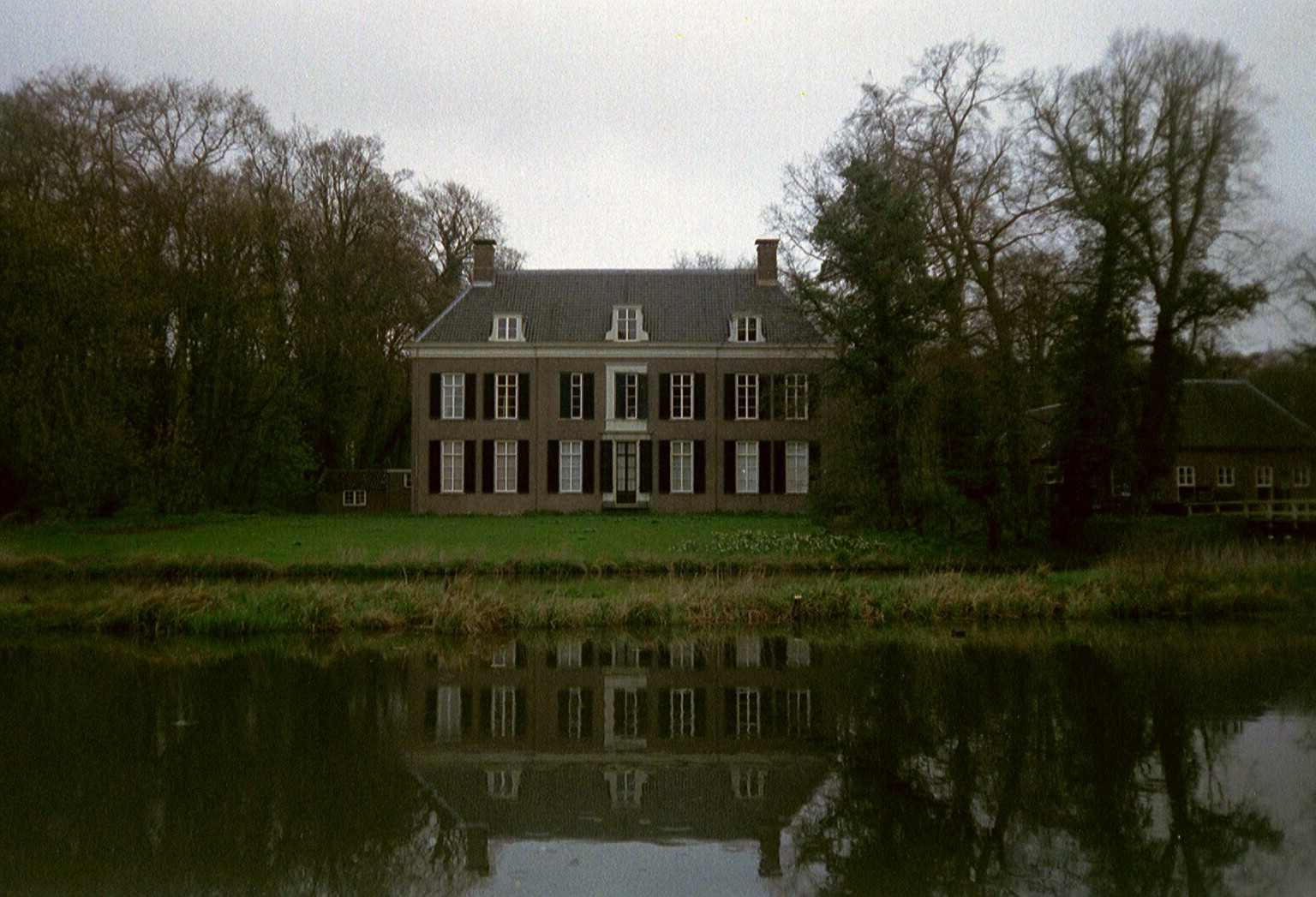
Oud Amelisweerd
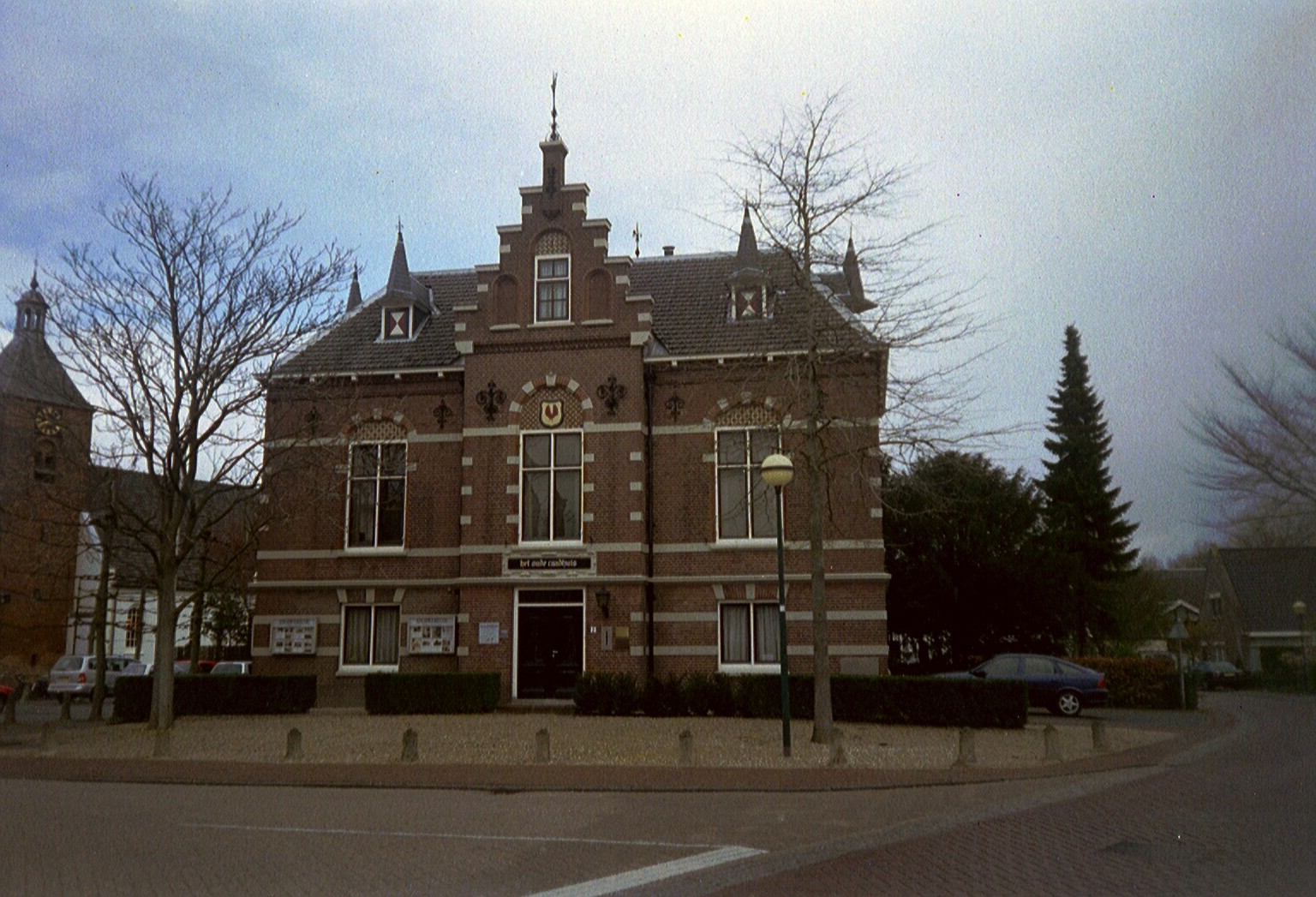
Voormalig raadhuis aan het begin van de Burgemeester v.d. Weyerstraat
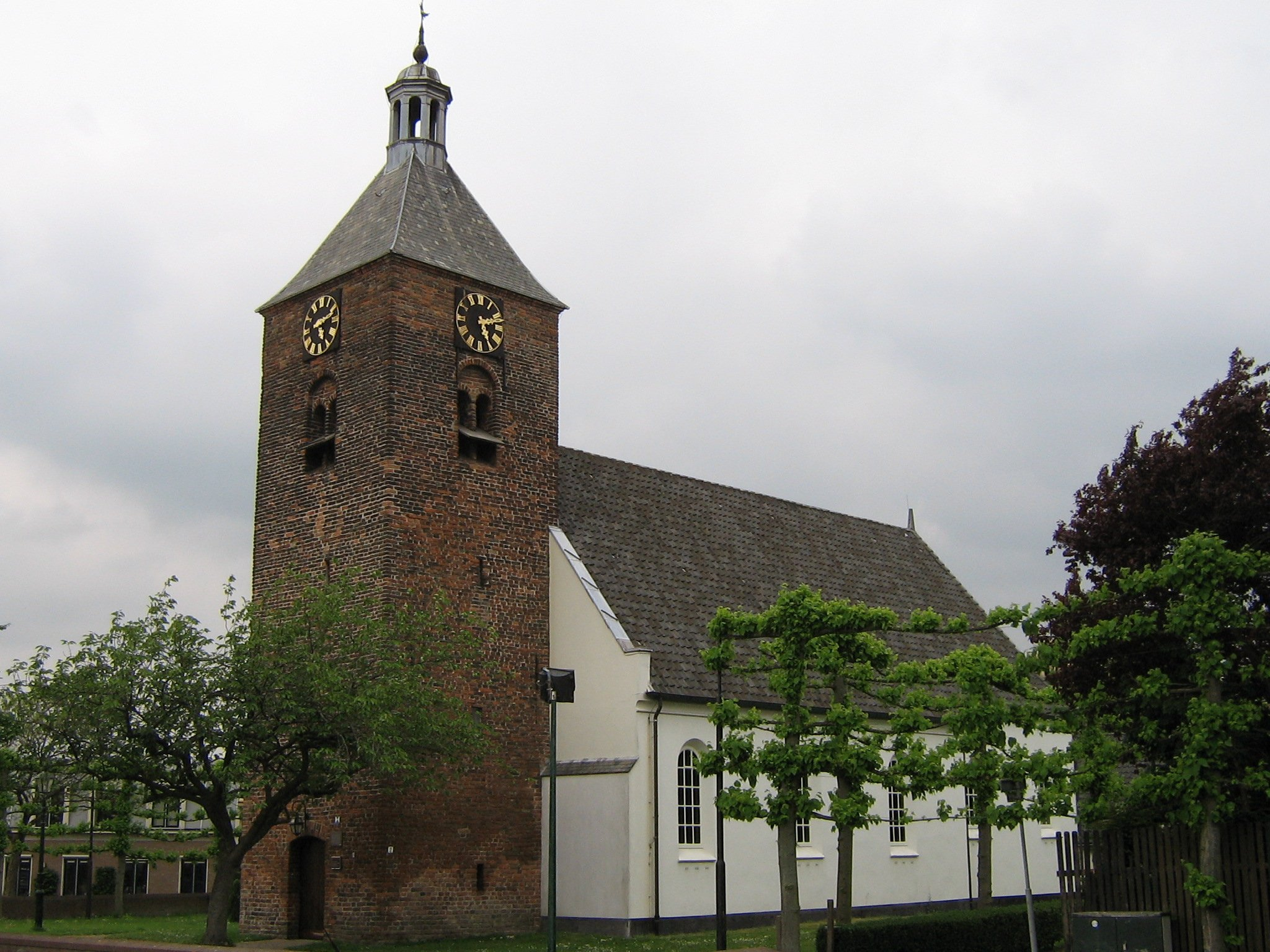
Oude Dorpskerk met 13e-eeuwse Romaanse toren.
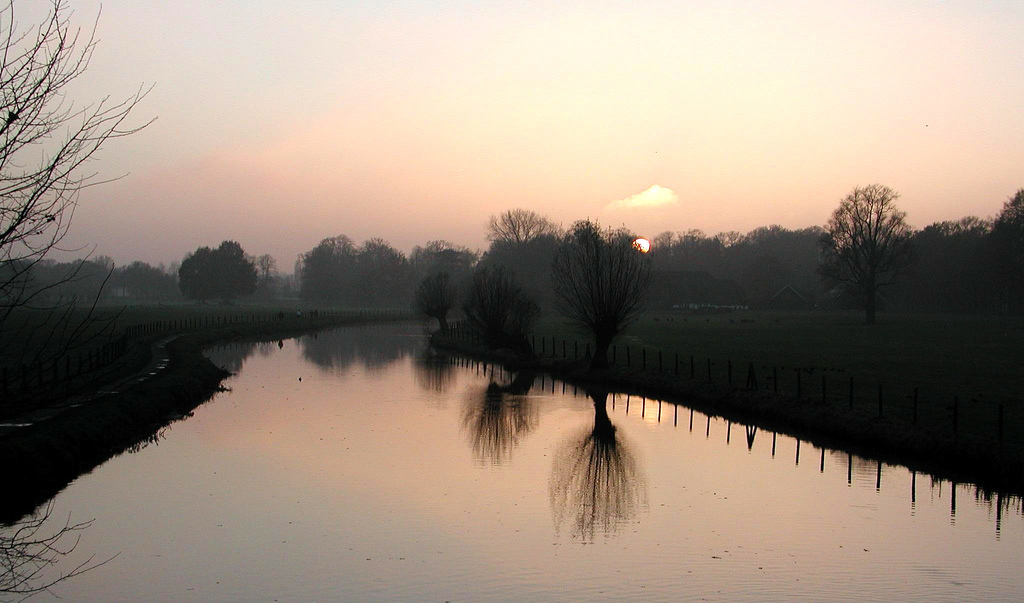
De Kromme Rijn vanaf het Vagantenpad